# 十河千松丸
十河 千松丸（そごう せんまつまる、天正3年（1575年） - 天正17年（1589年）7月）は、安土桃山時代の人物。

## 生涯
天正3年（1575年）、讃岐国の大名・十河存保の子として誕生。
父・存保は豊臣秀吉に従っていたが、天正14年（1587年）の戸次川の戦いにおいて「まだ千松丸は豊臣秀吉に謁見していない。自分が亡くなったら必ず秀吉に謁見させ、十河家を存続させるように」と家臣に伝え戦死した。しかし、存保の死により2万石の領地は没収され、同地に入った生駒親正は鼻紙代と称し3000石のみ与え、千松丸は親正の元で養育された。 
天正17年（1589年）7月、千松丸は秀吉に謁見。秀吉は千松丸の成長を喜び、同席していた親正とその甥の大塚釆女に3000石しか領地を与えていないことに不服の念を漏らしていたといわれる。ところが帰国後に千松丸はまもなく病死。その突然の死は生駒氏により毒殺されたと噂された。また、遺臣や領民たちは嘆き悲しみ「命すつるも子ゆえにすたれ　けなげなれとよ　千松丸」と唄い、十河父子の菩提を弔ったという。